# Alpine (почтовый клиент)
Alpine и Pine — почтовые клиенты для Unix-подобных систем. (Pine — имевший широкую известность предшественник Alpine.)

## Расшифровка
Официальная расшифровка аббревиатуры PINE: Program for Internet News & Email. Известны однако и другие расшифровки: PINE is not Elm, PINE is nearly Elm и PINE is no longer Elm. Elm — программа-предшественник Pine. Позиция автора оригинальной версии Pine.

## Версии и платформы
Последняя версия Pine — 4.64. (По состоянию на 20.08.2006.)
Pine разрабатывалась для UNIX, однако существует и версия Pine для Windows — PC-PINE.
Сейчас Pine не поддерживается, но существует Alpine (переписанный Pine с поддержкой UTF-8). Смена названия произошла одновременно со сменой лицензионных условий на свободные и организации проекта в сторону большей открытости.

## Возможности и состав
Pine может не только читать почту, но и работать ньюс-клиентом.

### Alpine (или раньше «Pine»)
Собственно почтовый и новостной клиент.

#### Усовершенствование: интерфейс для перекодировки
Частая проблема (у пользователей в русскоязычном/кириллическом пространстве) — прочитать письмо, которое закодировано не в той кодировке, которая указана в его заголовках (по ошибке); иногда вследствие неправильной информации о кодировке такое письмо прошло через несколько неправильных этапов перекодировки в процессе пересылки, поэтому его невозможно прочитать, пользуясь привычным интерфейсом выбора кодировки (например, как в Mozilla Firefox).
Пример такого сложного случая: письмо на русском в кодировке Windows-1251 было введено в веб-форму (например, на Yahoo), но сервис решил, что оно в кодировке Latin-1, и, исходя из этой информации, перекодировал его в UTF-8 и послал; результат такой операции нельзя прочитать, выбрав другую кодировку. Его можно прочитать, применив двухступенчатую перекодировку: сначала из UTF-8 в Latin-1, потом из Windows-1251 в UTF-8 (если мы работаем в среде UTF-8).
Механизм перекодировки писем вместе с интерфейсом, решающим такую проблему, был реализован для Pine в виде патча Львом Левитиным в 2000 году во время практики в 57-й школе. Его можно найти в составе пакета pine-4.58L-alt4.src.rpm(ftp) (под именем pine-4.58L-alt2-0.4.1.diff; он же на Git) для ALT Linux. Благодаря ему можно читать неправильно закодированные письма, сохранять их в читаемом виде и отвечать на них с цитатами.

### Pico
Текстовый редактор, используемый Pine, также может использоваться отдельно.
Из-за сомнений в лицензионной чистоте Pine, GNU выпустила клон Pico, названный разработчиками Gnu Nano.

### Pilot
Файловый браузер, используемый Pine и Pico.

## Лицензия
Pine распространяется под весьма строгой лицензией. Пользователям доступны исходные тексты Pine, но локальные модификации Pine могут распространяться только в виде патчей и неофициальные версии Pine должны быть чётко отмечены, как таковые. В связи с этими ограничениями вопрос «Является ли Pine свободным программным обеспечением?» не имеет однозначного ответа.